# Curling-Europameisterschaft 1975
Die Curling-Europameisterschaft 1975 der Männer und Frauen fand vom 11. bis 14. Dezember in Megève in Frankreich statt.

## Turnier der Männer

### Teilnehmer
| Dänemark                                                                                 | BR Deutschland                                                                      | Frankreich                                                                                 |
| ---------------------------------------------------------------------------------------- | ----------------------------------------------------------------------------------- | ------------------------------------------------------------------------------------------ |
| Skip: Mogens Olsen Third: John Christiansen Second: Jørn Blach Lead: Erik Kelnæs         | Skip: Klaus Kanz Third: Manfred Schulze Second: Manfred Rösgen Lead: Adalbert Mayer | Skip: Pierre Boan Third: Jean-Louis Sibuet Second: Maurice Mercier Lead: Georges Panisset  |
| Italien                                                                                  | Norwegen                                                                            | Schweden                                                                                   |
| Skip: Leone Rezzadore Third: Andrea Pavani Second: Enea Pavani Lead: Carlo Constantini   | Skip: Knut Bjaanæs Third: Sven Kroken Second: Helmer Strombo Lead: Kjell Ulrichsen  | Skip: Kjell Oscarius Third: Bengt Oscarius Second: Tom Schaeffer Lead: Claes-Göran Carlman |
| Schweiz                                                                                  | Schottland                                                                          |                                                                                            |
| Skip: Roland Schneider Third: Michael Müller Second: Denis Schneider Lead: Rolf Gautschi | Skip: Ken Marwick Third: Robert Smellie Second: John Smith Lead: John Dickson       |                                                                                            |

### Round Robin
| Draw | Begegnung                | Resultat | Begegnung                 | Resultat | Begegnung                   | Resultat | Begegnung                 | Resultat |
| ---- | ------------------------ | -------- | ------------------------- | -------- | --------------------------- | -------- | ------------------------- | -------- |
| 1    | BR Deutschland – Italien | 8-5      | Frankreich – Schottland   | 11-60    | Schweden – Norwegen         | 7-6      | Schweiz – Dänemark        | 7-6      |
| 2    | Schweiz – Italien        | 10-70    | Norwegen – Frankreich     | 10-60    | Schottland – BR Deutschland | 8-6      | Schweden – Dänemark       | 11-40    |
| 3    | Schweden – Schweiz       | 6-2      | Norwegen – BR Deutschland | 8-5      | Frankreich – Italien        | 8-4      | Dänemark – Schottland     | 7-6      |
| 4    | Norwegen – Schottland    | 6-5      | Schweden – Italien        | 17-10    | BR Deutschland – Schweiz    | 13-10    | Frankreich – Dänemark     | 10-40    |
| 5    | Norwegen – Italien       | 6-3      | Schottland – Schweiz      | 4-3      | Schweden – Frankreich       | 8-7      | BR Deutschland – Dänemark | 3-2      |
| 6    | Schottland – Italien     | 6-5      | Schweiz – Frankreich      | 7-6      | Schweden – BR Deutschland   | 9-2      | Norwegen – Dänemark       | 7-4      |
| 7    | Schweiz – Norwegen       | 6-2      | Schottland – Schweden     | 5-2      | BR Deutschland – Frankreich | 9-5      | Dänemark – Italien        | 6-3      |

| Schlüssel | Schlüssel |
| --------- | --------- |
|           | Finale    |

| Platz | Team           | Spiele | Siege | Ndlg. |
| ----- | -------------- | ------ | ----- | ----- |
| 1.    | Schweden       | 7      | 6     | 1     |
| 2.    | Norwegen       | 7      | 5     | 2     |
| 3.    | Schottland     | 7      | 4     | 3     |
| 4.    | BR Deutschland | 7      | 4     | 3     |
| 5.    | Schweiz        | 7      | 4     | 3     |
| 6.    | Frankreich     | 7      | 3     | 4     |
| 7.    | Dänemark       | 7      | 2     | 5     |
| 8.    | Italien        | 7      | 0     | 7     |

### Finale
| Datum    | Zeit  | Begegnung           | Resultat |
| -------- | ----- | ------------------- | -------- |
| 14. Dez. | 15:30 | Schweden – Norwegen | 6:7      |

### Endstand
| Platz | Land           |
| ----- | -------------- |
| 1     | Norwegen       |
| 2     | Schweden       |
| 3     | Schottland     |
| 4     | BR Deutschland |
| 5     | Schweiz        |
| 6     | Frankreich     |
| 7     | Dänemark       |
| 8     | Italien        |

## Turnier der Frauen

### Teilnehmer
| BR Deutschland                                                                                  | Frankreich                                                                                      | Italien                                                                                        |
| ----------------------------------------------------------------------------------------------- | ----------------------------------------------------------------------------------------------- | ---------------------------------------------------------------------------------------------- |
| Skip: Sibylle Pokorn Third: Valentina Fischer-Weppler Second: Irmi Wagner Lead: Gertraud Kramer | Skip: Paulette Delachat Third: Suzanne Parodi Second: Erna Gay Lead: Francoise Duclos           | Skip: Nella Alvera Third: Maria-Grazzia Constantini Second: Marina Pavani Lead: Tea Valt       |
| Norwegen                                                                                        | Schweden                                                                                        | Schweiz                                                                                        |
| Skip: Herborg Pettersen Third: Bente Hoel Second: Åse Wilhelmsen Lead: Anne Sofie Bjaanæs       | Skip: Elisabeth Branäs Third: Eva Rosenhed Second: Britt-Marie Lundin Lead: Anne-Marie Ericsson | Skip: Berty Schriber Third: Marcelle Muheim Second: Madeleine Buffoni Lead: Liselotte Schriber |
| Schottland                                                                                      |                                                                                                 |                                                                                                |
| Skip: Betty Law Third: Jessie Whiteford Second: Beth Lindsay Lead: Isobel Ross                  |                                                                                                 |                                                                                                |

### Round Robin
| Draw | Begegnung                | Resultat | Begegnung                 | Resultat | Begegnung                   | Resultat |
| ---- | ------------------------ | -------- | ------------------------- | -------- | --------------------------- | -------- |
| 1    | Italien – BR Deutschland | 9-7      | Schottland – Frankreich   | 8-5      | Schweden – Norwegen         | 9-5      |
| 2    | Schweiz – Italien        | 11-60    | Frankreich – Norwegen     | 11-30    | Schottland – BR Deutschland | 15-70    |
| 3    | Schweden – Schweiz       | 10-60    | Norwegen – BR Deutschland | 10-50    | Frankreich – Italien        | 11-50    |
| 4    | Schottland – Norwegen    | 10-60    | Schweden – Italien        | 9-4      | Schweiz – BR Deutschland    | 10-40    |
| 5    | Norwegen – Italien       | 10-60    | Schottland – Schweiz      | 9-4      | Schweden – Frankreich       | 12-50    |
| 6    | Schottland – Italien     | 10-20    | Schweiz – Frankreich      | 10-70    | Schweden – BR Deutschland   | 14-00    |
| 7    | Schweiz – Norwegen       | 16-00    | Schweden – Schottland     | [ 1 ]    | BR Deutschland – Frankreich | 8-4      |

| Schlüssel | Schlüssel |
| --------- | --------- |
|           | Finale    |

| Platz | Team           | Spiele | Siege | Ndlg. |
| ----- | -------------- | ------ | ----- | ----- |
| 1.    | Schottland     | 5      | 5     | 0     |
| 2.    | Schweden       | 5      | 5     | 0     |
| 3.    | Schweiz        | 6      | 4     | 2     |
| 4.    | Frankreich     | 6      | 2     | 4     |
| 5.    | Norwegen       | 6      | 2     | 4     |
| 6.    | Italien        | 6      | 1     | 5     |
| 7.    | BR Deutschland | 6      | 1     | 5     |

### Finale
| Datum    | Zeit  | Begegnung             | Resultat |
| -------- | ----- | --------------------- | -------- |
| 14. Dez. | 15:30 | Schottland – Schweden | 8:7      |

### Endstand
| Platz | Land           |
| ----- | -------------- |
| 1     | Schottland     |
| 2     | Schweden       |
| 3     | Schweiz        |
| 4     | Frankreich     |
| 5     | Norwegen       |
| 6     | Italien        |
| 7     | BR Deutschland |